# Alice Turco
Alice Turco (Talmassons, 4 febbraio 2000) è una pallavolista italiana, palleggiatrice della Cuneo Granda.

## Carriera

### Club
La carriera di Alice Turco inizia nelle giovanili del Talmassons, venendo promossa in prima squadra per la stagione 2014-15 in Serie B2. Nell'annata 2015-16 passa al Chions Fiume, in Serie D, per poi disputare nuovamente la Serie B2, con lo stesso club, nella stagione successiva.
Per il campionato 2017-18 entra a far parte del club federale del Club Italia, in Serie A2, stessa divisione dove milita in quello successivo ma alla Libertas Martignacco. Nella stagione 2019-20 esordisce in Serie A1 grazie all'ingaggio da parte del San Casciano, mentre in quella 2020-21 si accasa alla Cuneo Granda, sempre in Serie A1.
Nell'annata 2021-22 firma per l'Adolfo Consolini, in Serie A2, a cui resta legata per tre annate, per poi far ritorno, in quella 2024-25 alla Cuneo Granda, in Serie A1.

### Nazionale
Nel 2017 viene convocata nella nazionale under 18 italiana con cui vince la medaglia d'oro al XIV Festival olimpico estivo della gioventù europea.

## Palmarès

### Nazionale (competizioni minori)
- Festival olimpico della gioventù europea 2017